# Ara delle quattro stagioni di Würzburg

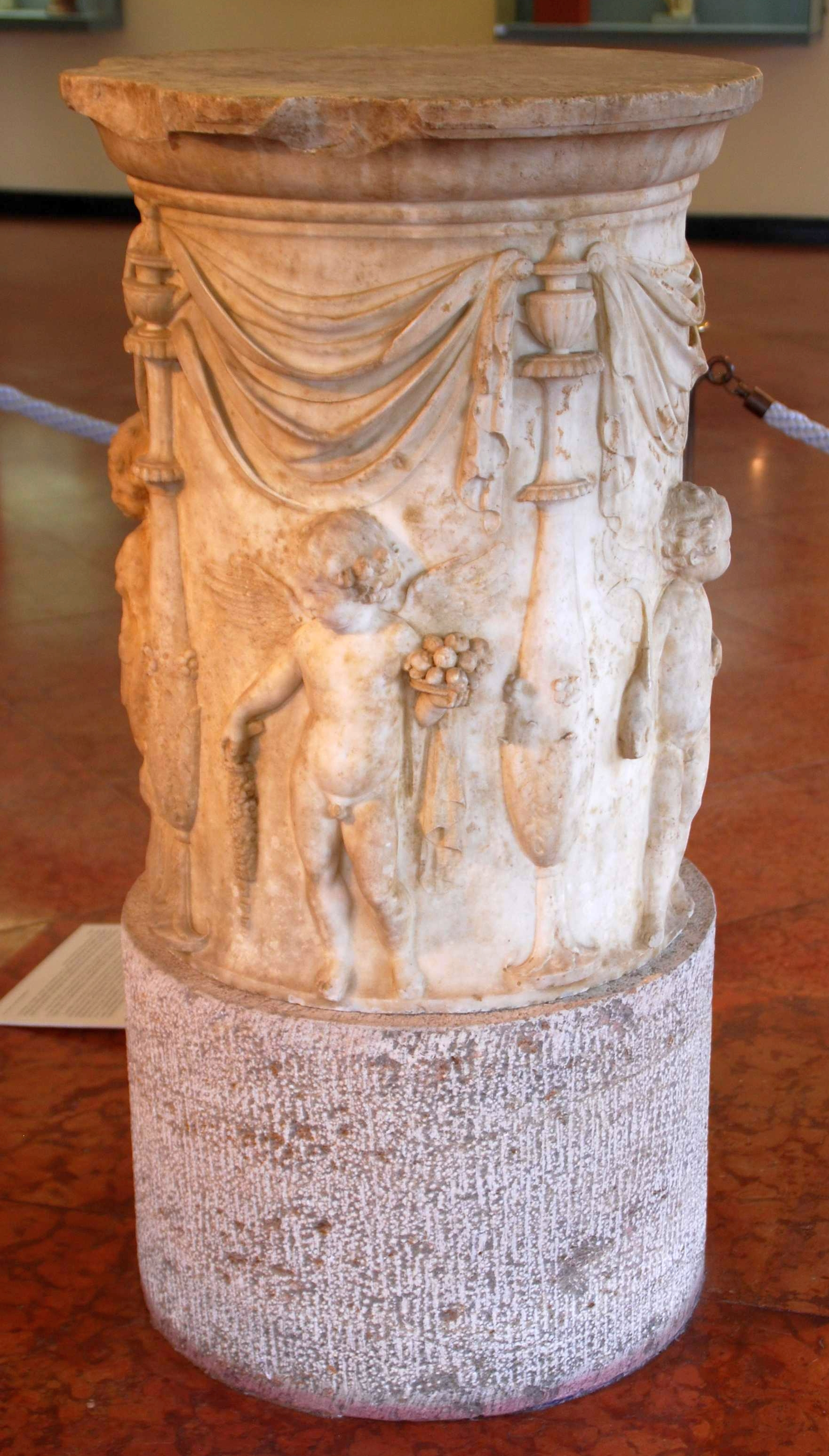
"putto" autunno

L'ara delle quattro stagioni è un antico altare romano di periodo claudiano, (ca. 40 d.C.) noto anche come Würzburger Vierjahreszeitenaltar (Altare delle quattro stagioni di Würzburg). È conservato al Martin von Wagner Museum di Würzburg, inventariato come H 5056.

## Scoperta e acquisizione
L'Ara delle Quattro Stagioni fu rinvenuta nel 1886 al Pincio, nei giardini di Sallustio, un sito appartenuto agli imperatori romani.
L'altare venne presentato immediatamente, ma scomparve subito dopo per un lungo periodo.
Molto tempo dopo si scoprì che l'altare faceva parte da decenni di una collezione privata americana.
Nel 1966 ricomparve a Roma, nel negozio di antiquariato del mercante d'arte Giorgio Fallani. Fu poi acquistato da Erika Simon, che riconobbe l'altare perduto, per conto della collezione di antiquariato del Martin von Wagner Museum.
Dopo ottant'anni, lo Stato italiano non poteva più rivendicare l'opera.
L'opera rischiò di finire nella Antikensammlung Berlin, la collezione di antichità di Berlino dopo che Erika Simon fece conoscere l'altare a Friedrich Matz Junior e al direttore della collezione di Berlino Ovest Adolf Greifenhagen.
Tuttavia, nonostante l'offerta più elevata, Fallani vendette l'altare a Würzburg, rispettando la promessa fatta in precedenza.

## Descrizione

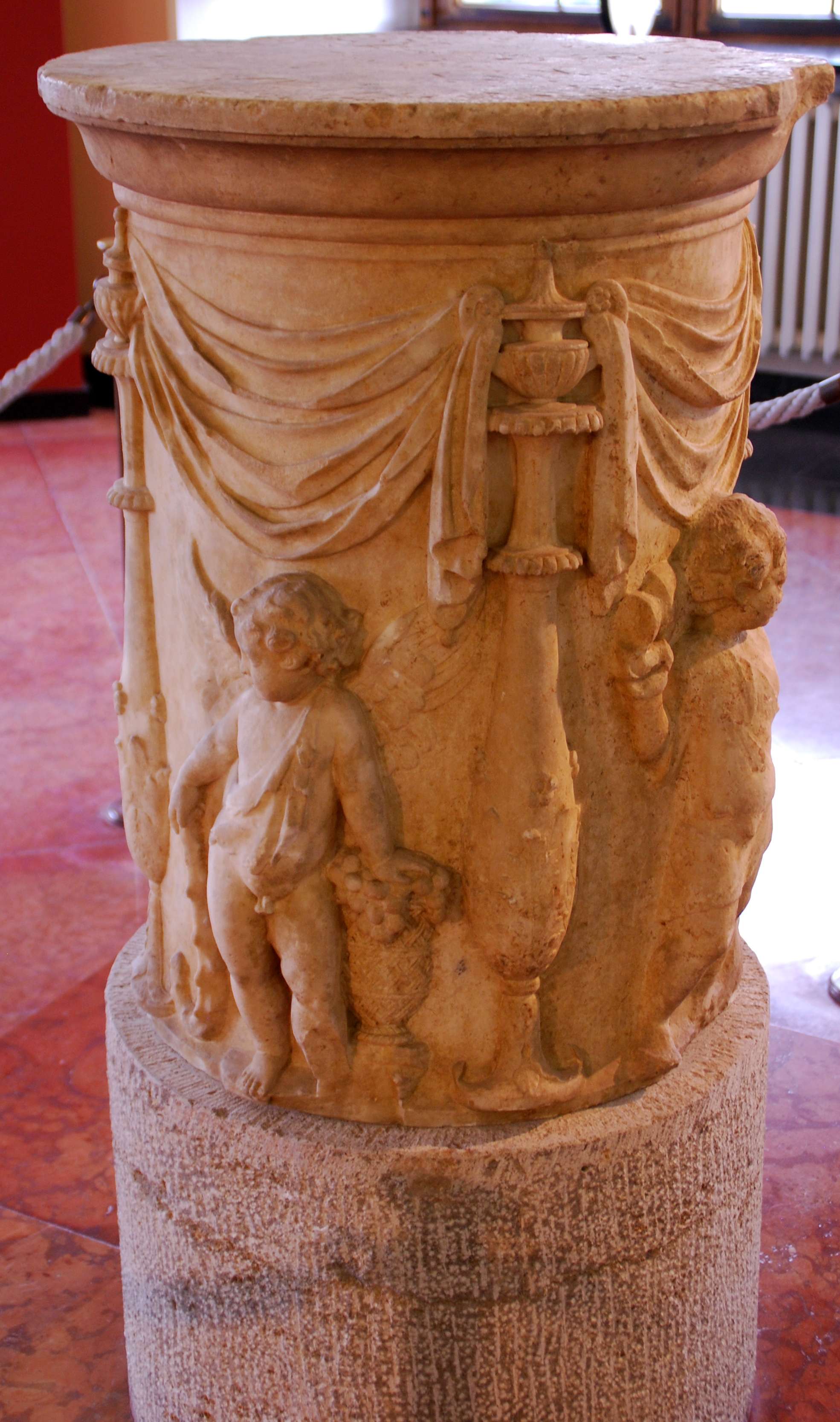
a sinistra il "putto inverno"

L'ara delle quattro stagioni è in marmo bianco a grana fine, con un'altezza di 73 centimetri e un diametro di 56,4 centimetri. A parte qualche scalfittura, è rimasta completamente intatta. Il putto che rappresenta l'inverno ha subito alcuni danni durante la scultura dell'animale, che non sono stati riparati.
L'ara rotonda presenta quattro putti disposti uniformemente attorno, che, per i loro attributi, sembrano rappresentare le quattro stagioni.
L'inverno è vestito da contadino e indica le attività invernali con un animale macellato e un'anfora per il vino.
Le altre tre personificazioni alludono a divinità, che sono simbolicamente associate alle quattro stagioni da autori della tradizione letteraria, come Ovidio e Lucrezio.
Una ghirlanda di fiori ricorda quella delle dee primaverili Venere e Flora;
spighe di grano e papaveri si riferiscono alla dea della fertilità e dell'estate, Cerere.
Il putto dell'autunno ricorda un satiro e tiene in mano un cesto d'uva, a simboleggiare il dio del vino e dell'autunno Bacco. I putti dell'inverno e della primavera sono uno opposto all'altro, così come i putti dell'autunno e dell'estate.

## Significato
L'altare era probabilmente concepito meno per scopi cultuali che come un suggestivo ornamento da giardino. Inoltre, nel primo periodo imperiale, i principi imperiali venivano raffigurati come putti, quindi probabilmente c'è un significato politico oltre alla funzione decorativa, che mirava a una prospera crescita della dinastia Giulio-Claudia.